# Lettre à Matteo Buttafoco
La Lettre de M. Buonaparte à M. Matteo Buttafoco, député de Corse à l'Assemblée Nationale est une lettre politique écrit par Napoléon Bonaparte en 1791.

## Contexte en Corse
Dès les premiers mouvements révolutionnaires de 1789, le comte de Buttafoco et l’abbé Peretti, députés corses pour la noblesse et le clergé aux États-Généraux, écrivaient à leurs partisans pour leur recommander le calme et la modération, affirmant que l’ordre allait revenir. Le lieutenant Bonaparte, à peine arrivé à Ajaccio, prit l’initiative de la formation d’un Comité Patriote et se montra ravi de « l’heureuse révolution qui avait rendu l’homme à ses droits », dénonçant les fonctionnaires français qui avaient maintenu pendant « vingt ans les Corses dans l’esclavage ».
La formation des milices nationales, à laquelle s’étaient montrés hostiles Buttafoco et l’abbé Peretti, occasionna un grand tumulte le 30 octobre, à Ajaccio, et des troubles sanglants, le 5 novembre, à Bastia. Une délégation du Comité Patriotique de Bastia se rendit à Paris, puisqu'aucun décret de l’Assemblée nationale n’avait été publié jusqu’à ce jour en Corse. Dans sa séance du 30 novembre 1789, l’Assemblée déclara que la Corse faisait partie de l’Empire français, et vota ensuite un décret d’amnistie en faveur des « Corses qui, après avoir combattu pour la Liberté, s’étaient expatriés par l’effet et la suite de la conquête de leur île ».
Le grand proscrit corse, Pascal Paoli, arriva à Paris le 3 avril 1790, où il fut reçu par Mirabeau et Lafayette comme un « héros et un martyr de la Liberté ». Il fut présenté au Ministre de la guerre, au Roi, à la Cour, et il fut l’objet d’une réception enthousiaste à la société les Amis de la Constitution, présidée par Robespierre.
Des conflits violents se produisaient en Corse entre royalistes et révolutionnaires. Divers « fauteurs de l’aristocratie », qui « parlaient et agissaient contre la Constitution », furent mis en état d’arrestation par la municipalité d’Ajaccio via un coup de force exécuté par le lieutenant Bonaparte.
Pascal Paoli débarqua à Bastia le 17 juillet 1790 et le lieutenant Bonaparte alla lui présenter ses hommages. Dans la nouvelle organisation administrative, son frère Joseph était élu, le 12 octobre, président du directoire du district d’Ajaccio. Le congé du lieutenant Bonaparte venait à expiration à la fin de novembre.
Le 6 novembre, Buttafoco prononça une violente diatribe contre Paoli et ses amis politiques, « des hommes audacieux qui se couvraient du masque du bien public » pour répandre les« impostures »,« emprisonner les citoyens »,« mettre leur volonté à la place des décrets de l’Assemblée ». Il traita Paoli de « charlatan politique », dans le  manifeste diffusé dans l'île.

## Rédaction à Ajaccio

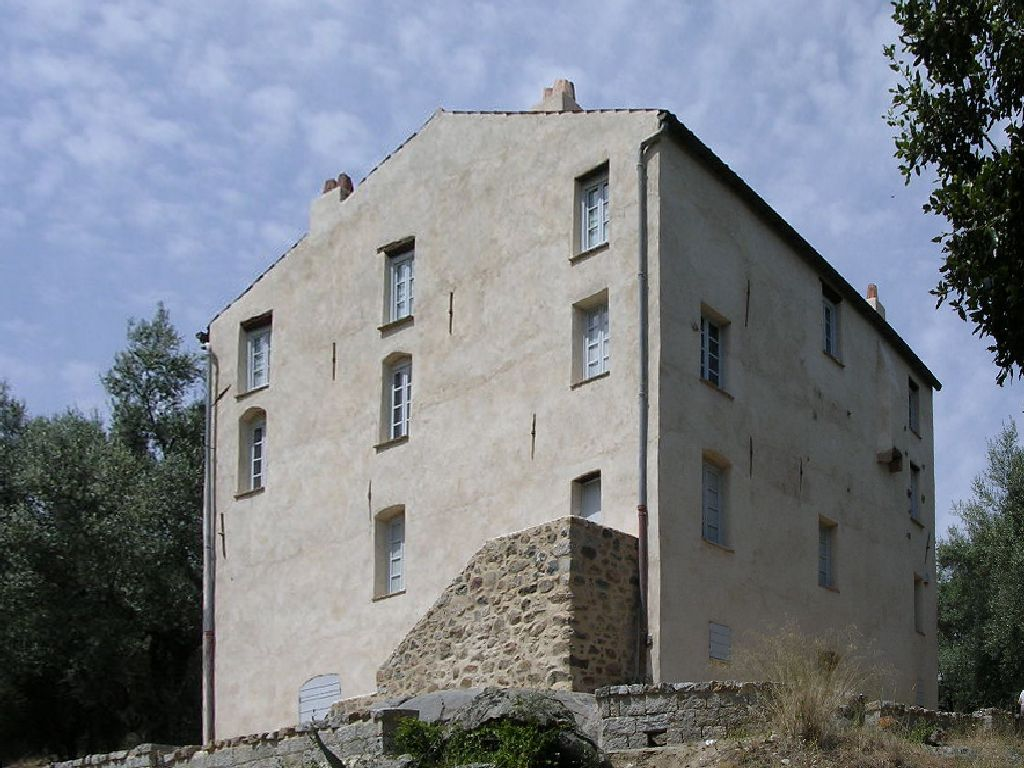
Ajaccio Maison des Bonaparte aux Milelli où Napoléon Bonaparte aurait rédigé en janvier 1791, avant son retour à Auxonne, sa lettre au député corse Matteo Buttafoco. Maison classée monument historique

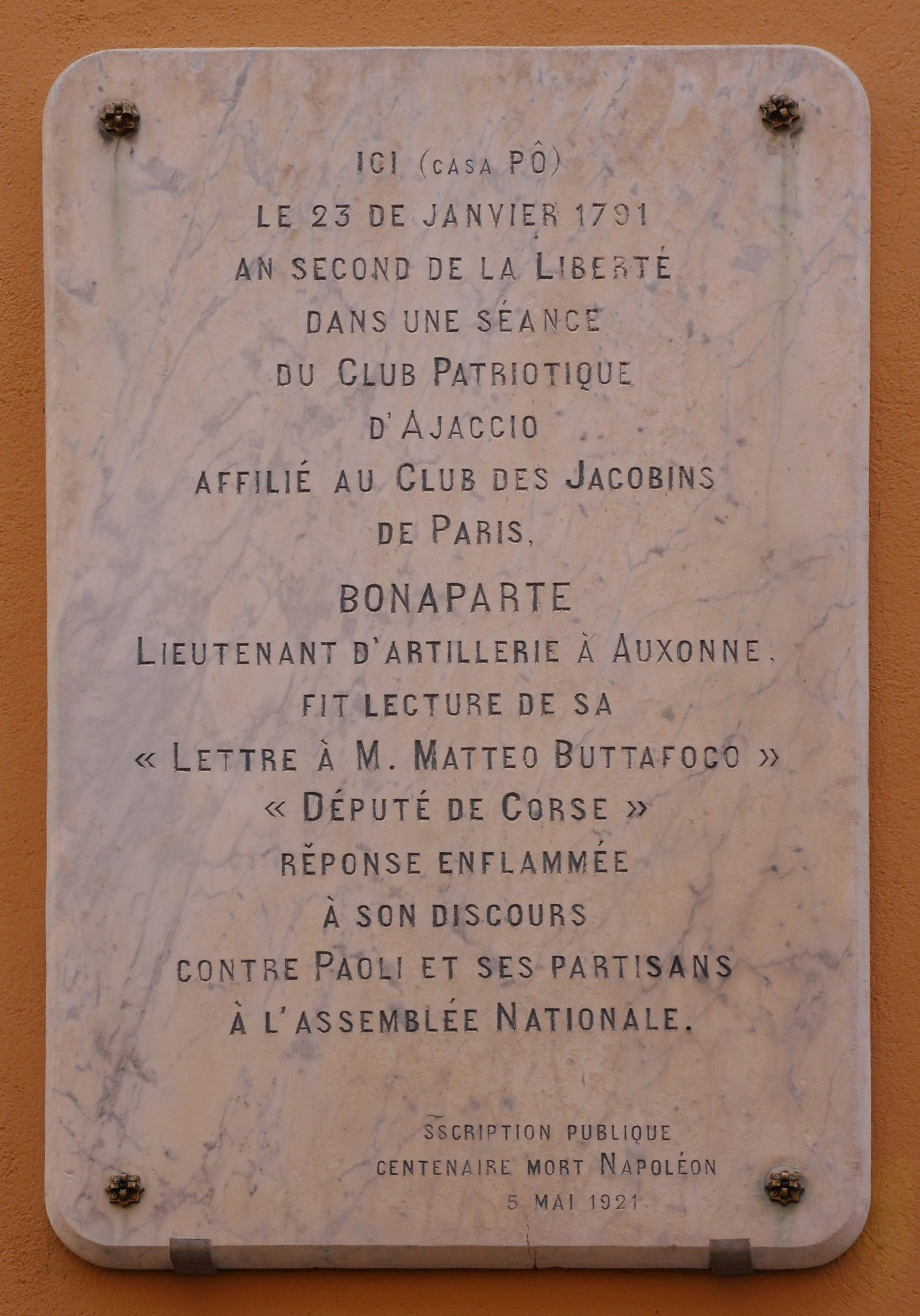
Ajaccio Casa Pô, rue Fesch où Napoléon Bonaparte a lu le 23 janvier 1791, avant son retour à Auxonne, sa lettre au député corse Matteo Buttafoco. Plaque commémorative

Le Club Patriotique d’Ajaccio, par la voix de Masséria, son président,  donna mission au lieutenant Bonaparte, dans sa séance du 6 janvier 1791, de stigmatiser dans un écrit « les infâmes calomnies » de Buttafoco.
C'est alors qu'a lieu la publication discrète mais finalement remarquée d'une très violente et désormais célèbre lettre ouverte de Napoléon à Matteo Buttafoco. La lettre à « l’infâme » Matteo Buttafuoco), ce député corse favorable à la cause française, fut achevée sur les hauteurs d’Ajaccio, dans son cabinet des Milelli.
Elle est datée du 23 janvier 1791, son dernier jour de sa présence en Corse avant son embarquement pour le retour à Auxonne. Buttafoco y est considéré comme un traître et accusé « d'avidité de valet ». Écrite avec l’esprit de parti, truffée d’exagérations, son auteur, mu par une haine ardente accablait d’outrages le député et le vouait à l’opprobre. Il y fustige le député corse favorable à la cause française. Rédigée le dernier jour de la présence de Bonaparte en Corse avant son embarquement pour le retour à son régiment d'Auxonne, il s'agit d'un écrit politique et perçu aujourd'hui comme partisan, considéré comme présentant de nombreuses exagérations, un pamphlet insolent et ironique sur Matteo Buttafoco, désormais chef de file royaliste et adversaire de Paoli.
Après avoir reçu l’accord de Masséria, Président du Club Patriotique d’Ajaccio, Bonaparte fut chargé de faire imprimer la lettre.

## Impression à Dole
On connait jusque dans l'anecdote les circonstances de la publication de la lettre : à son retour à Auxonne, Bonaparte se rendit à plusieurs reprises chez Jean-François Xavier Joly, imprimeur de la ville de Dole à qui il confia le travail. 
L’imprimeur raconte dans une lettre, que Bonaparte se présenta chez lui, vêtu d’une carmagnole et d’un pantalon de toile blanche rayée de bleu, chapeau rond, à huit heures du matin. Il avait parcouru à pieds les quatre lieues du trajet aller qui séparent les deux villes pour lui proposer d’imprimer la lettre. Il restait au lieutenant en second autant de chemin à parcourir pour retrouver son régiment. Deux jours après, il était à nouveau chez l’imprimeur pour vérifier la 1re feuille d’impression et, devant être de retour à Auxonne à onze heures précises, sans s’asseoir, il ne prit le temps de prendre qu’un doigt de vin. Le reste des épreuves fut examiné lors d’un voyage suivant qu’il fit, cette fois, accompagné de son jeune frère Louis.
La lettre fut publiée et nuit à la réputation de Buttafoco dans l'île. Cette brochure explosive, publiée à compte d'auteur pour la Société des Amis Incorruptibles de la Liberté et de l’Égalité, affiliée aux Jacobins et imprimée à cent exemplaires seulement, circulera dans toute la Corse et restera dans l'histoire. 

## Réponse de Paoli
Dans la lettre de Paoli à Napoléon du 2 avril 1791, on sent qu'il se méfie du zèle intempestif de son fougueux apologiste et lui conseille la mesure et la modération : « Ne vous donnez pas la peine, lui écrivait-il, de démentir les impostures de Buttafoco ; cet homme ne peut avoir de crédit auprès d’un peuple qui a toujours estimé l’honneur et qui maintenant a recouvré sa liberté ». Il écrivit à Joseph que la brochure de son frère « aurait fait plus grande impression si elle avait dit moins et elle avait montré moins de partialité ». Paoli n'écrivait qu'en italien (il fit ses études à Naples) et en français, jamais en corse.